# Céaux
Céaux település Franciaországban, Manche megyében. Lakosainak száma 413 fő (2022. január 1.). Céaux Courtils, Pontaubault, Précey és Servon községekkel határos.

## Népesség
A település népességének változása:
| Lakosok száma | 450  | 441  | 397  | 424  | 434  | 436  | 422  | 414  | 415  | 413  |
|               | 1968 | 1982 | 1990 | 2006 | 2013 | 2015 | 2017 | 2019 | 2020 | 2022 |